# Mysolis biroi
Mysolis biroi är en insektsart som beskrevs av Melichar 1926. Mysolis biroi ingår i släktet Mysolis och familjen dvärgstritar. Inga underarter finns listade i Catalogue of Life.